# Paltoga
Paltoga - Палтога (rus) - és un poble de l'óblast de Vólogda, a Rússia. L'església de l'Epifania fou construïda en 1733.